# Ураго д'Ольо
Ура̀го д'О̀льо (на италиански: Urago d'Oglio, на източноломбардски: Öràc d'Òi, Йорак д'Ой) е малко градче и община в Северна Италия, провинция Бреша, регион Ломбардия. Разположено е на 231 m надморска височина. Населението на общината е 3769 души (към 2013 г.).